# La città rubata
La città rubata (The Kansan) è un film del 1943 diretto da George Archainbaud.

## Trama
Alla fine del 1800, anche la piccola città di Broken Lance nel Kansas era collegata alla Pacific Railroad. John Bonniwell, un cecchino e veterano della Guerra Civile in viaggio verso una miniera d'oro in Oregon, è in transito quando ha sventato un'incursione della banda di Jesse James nella banca locale. Uccide tre membri della banda e spinge gli altri alla fuga, mentre lui stesso, ferito da colpi di arma da fuoco, finisce in ospedale. Là gli fu detto che il presidente della banca Steve Barat si era assunto le spese ospedaliere per lui. Allo stesso tempo apprende che Barat lo ha convinto a essere nominato sceriffo di Lancia Spezzata. John, a cui non interessa un incarico del genere, vuole annullare, ma lascia che Eleanor Sager, che si prende cura di lui con cura in ospedale, cambi idea. La giovane donna è proprietaria dell'unico albergo della città. Si rende presto conto, tuttavia, che Steve Barat si aspetta che agisca sempre a modo suo e che lo consideri l'oggetto conforme delle sue macchinazioni. In Lancia spezzata, Barat si comporta come il suo re senza corona.
Quando scherza con Barat e gli chiarisce che non è disposto a coprire le sue azioni sporche come funzionario, si rende conto che questo può equivalere a una lotta per la vita o la morte. Il primo problema è già all'orizzonte quando Barat addebita una commissione arbitraria ed esorbitante, che l'allevatore John Wagoner dovrebbe pagare per aver guidato il suo bestiame attraverso la terra del banchiere. Sebbene il proprietario della mandria si sia rifiutato di pagare, John non pensa nemmeno di arrestarlo, come Barat ha chiesto.
Quando la banda di Hatton fa irruzione in città e istiga una rissa nel saloon Golden Prairie, John arresta i membri della banda per aver causato disturbo. La mattina dopo però sono di nuovo liberi, Barat ha fornito la cauzione. Poco dopo, Tom Wagoner è morto, il banchiere ha assunto la banda per ucciderlo. Mentre John sta ancora indagando sulle circostanze che hanno portato alla morte di Tom, Barat fabbrica una rapina sulla sua stessa banca e convince suo fratello Jeff a supportarlo nel suo piano per screditare John. Dopo il ritorno di John dalla scena, viene informato della misteriosa rapina in banca. All'hotel di Eleanor, incontra Jeff con una valigia e istintivamente sa che qualcosa non va. Tuttavia, non ha alcun controllo da quando Eleanor fornisce a Jeff un alibi. Quando Eleanor confessa a Jeff che ama John, Jeff si dà uno stronzo e porta la valigia con i soldi a John e ammette il piano di suo fratello. Lo fa perché ama sinceramente Eleanor. Quando Steve lo scopre, sa che lo sceriffo ora ha un vero controllo su di lui. Tuttavia, non sa ancora che un telegramma è in viaggio per Bonniwell affermando che è stato accusato di furto su larga scala dalle autorità di New York e che è sfuggito all'arresto. Di nuovo si rivolge a Gil Hatton, il capo della banda di Hatton, che dovrebbe fare irruzione in città con la sua banda e uccidere John. Quando Jeff viene a conoscenza di questo piano, lancia un avvertimento a John. John sa che la banda sta usando un certo ponte per entrare in città e l'ha minato. Il suo piano funziona, gran parte della banda è sepolta dalle parti del ponte che scoppiano - anche Jeff muore in questa azione.
Con il resto della banda, che è entrata in città da un'altra strada, segue una feroce battaglia che si conclude con la morte del loro leader e alla fine spezza il morale della banda. John deve ancora riprendersi dalle sue numerose ferite in ospedale mentre Steve Barat è stato estradato e attende la sua punizione. Quando John sente la musica fuori e vuole sapere da Eleanor cosa si sta celebrando, lei risponde con un sorriso, oltre alla pace in Broken Lance, le persone hanno anche celebrato il loro fidanzamento.